# Ishtar TV
Ishtar TV (en siríaco: ܥܫܬܪ, cuyo nombre hace referencia a la diosa asirio-babilonia Ishtar), es un canal de televisión asirio que posee sus oficinas centrales en Erbil, Irak. El canal es financiado por el Gobierno Regional del Kurdistán para promover los partidos políticos que trabajan por el Partido Demócrata del Kurdistán, encabezado por Massoud Barzani. El canal fue lanzado en el verano de 2005. George Mansour fue el primer gerente general de Ishtar TV hasta junio de 2006. Los programas son transmitidos principalmente en siríaco, pero también se emiten segmentos en árabe y kurdo.